# Tina Berger
Tina Angela Berger (nascida a 7 de Setembro de 1981) é uma política austríaca do Partido da Liberdade. Foi eleita membro do Conselho Nacional nas eleições legislativas de 2024, e anteriormente desempenhou funções como vereadora municipal de Lendorf.